# Палацці-деі-Роллі

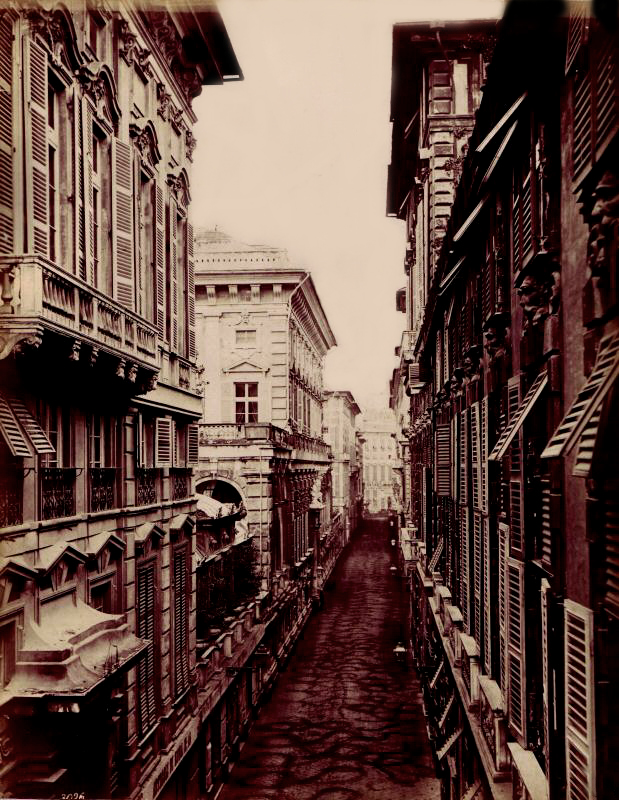
Віа Гарібальді на фотографії XIX століття.

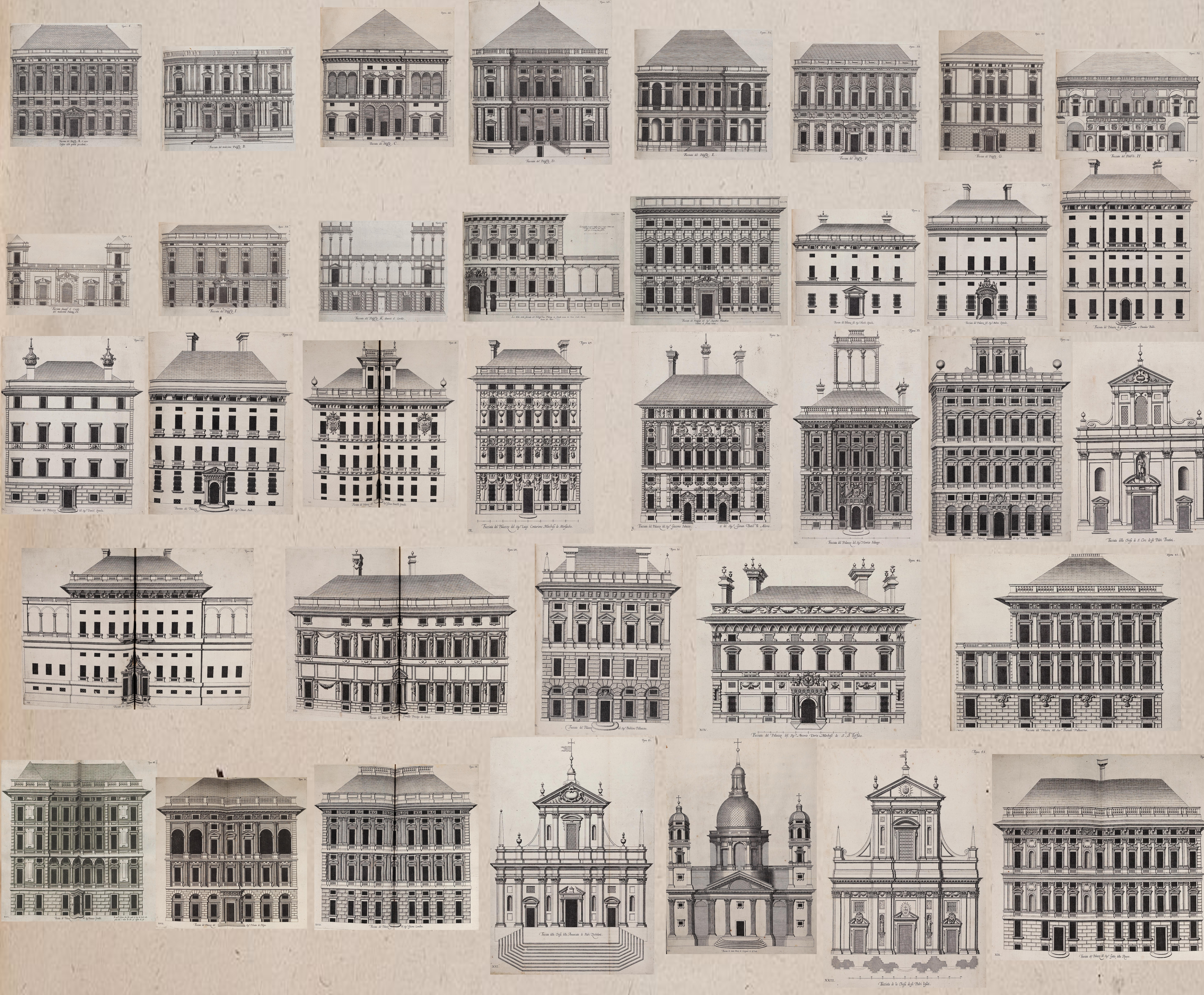
Зведена таблиця видання Palazzi di Genova. Антверпен, 1622

44°24′40″ пн. ш. 8°55′58″ сх. д. / 44.411117° пн. ш. 8.932767° сх. д.
Палацці деі Роллі (італ. Palazzi dei Rolli) — квартал палаців генуезької аристократії, побудований в епоху маньєризму вздовж нової міської магістралі Ле-Страда-Нуово (нині Віа Гарібальді) і в її околицях. У 2006 оголошений пам'яткою Світової спадщини ЮНЕСКО.
Це перший в європейській історії проєкт централізованої міської забудови, що здійснювалася відповідно до заздалегідь законодавчо затвердженого плану (належить Галеаццо Алессі). Більш як сорок палаців стиснуті на достатньо вузькій ділянці землі, що змушувало власників надбудовувати їх вгору. 1576 року республіканський сенат зобов'язав власників палаццо надавати гостинність делегаціям зарубіжних держав.
Палацці деі Роллі як приклад новаторського містобудівного рішення викликали непідробний інтерес іноземців, що відвідували Геную, не виключаючи й Пітера Пауля Рубенса. Досвід зведення цього аристократичного кварталу використовувався при задуманій Генріхом IV і його міністром Сюллі переплануванні Парижа (див. Площа Вогезів).